# Radosław Sikorski
Radosław Tomasz Sikorski (Bydgoszcz, 23 de febrer de 1963) és un polític conservador polonès, periodista i el 2006 ministre de Defensa de Polònia.
Sikorski va estar molt involucrat en la tensió amb Solidaritat (Solidarność) a la fi dels anys 1970, i va dirigir el comitè estudiantil de vaga a Bydgoszcz. Es va quedar en Gran Bretanya quan va ser declarada la llei marcial al seu país natal el 1981 i va estudiar Filosofia, Política i Econòmiques en el Pembroke College de la Universitat d'Oxford. Va treballar aleshores com a periodista. El 1984 es va fer ciutadà britànic. A mitjans dels anys 1980, Sikorski va treballar com a corresponsal de guerra en Afganistan.
De tornada a Polònia, el 1992 es va convertir breument en el segon del Ministre de Defensa del govern de Jan Olszewski. Des de 1998 fins al 2001 va treballar com a segon de Ministre d'Afers Exteriors del govern de Jerzy Buzek. Des de 2002 fins al 2005 va ser membre resident de l'Institut Americà d'Empresa a Washington, DC i director executiu de la Inicitiativa Nou Atlàntic. Va tornar al govern de Polònia com a Ministre de Defensa el 2005, quan va renunciar a la seva nacionalitat britànica.
Està casat amb la periodista e historiadora nord-americana Anne Applebaum i tenen dos fills, Alexander i Tadeusz.